# Liga Mayor de Futbol Dominicano 2014
La temporada 2014 de la Liga Mayor de Fútbol Dominicano fue la novena y última temporada de esta competición dominicana de fútbol a nivel semiprofesional. Esta fue la temporada donde más equipos participaron, con 12 escuadras divididas en dos grupos, uno que agrupaba a los equipos de la zona norte del país, y otro que agrupaba a los equipos de la zona sureste. La temporada regular contó con 60 partidos, donde los equipos de cada grupo jugaban entre ellos un ronda de partidos ida y vuelta. La serie regular comenzó el 7 de abril de 2014 y finalizó el 20 de julio del mismo año. Esta fue la única edición del torneo que contó con playoffs para determinar el campeón. Los playoffs dieron inicio el 28 de junio y finalizaron el 20 de julio, cuando el Moca FC se coronó campeón al derrotar al Jarabacoa FC.
En esta edición debutaron los equipos de; Los 30 de Villa Tapia, Bob Soccer School, Puerto Plata F.C, y Universidad ISA. El equipo de La Romana F.C volvió para su segunda presentación luego de estar ausentes desde 2007. El equipo de DOSA-La Vega también volvió luego de estar ausente en las ediciones 2011-2012 y 2012-2013. La Universidad ISA se convirtió en apenas la segunda institución educativa del país en incursionar en el torneo. El torneo se realizó en honor al equipo nacional que representó al país en los XII Juegos Centroamericanos y del Caribe en 1974.  Luego de esta temporada el torneo fue reemplazado por la Liga Dominicana de Fútbol.

## Equipos participantes
| Provincia         | N.º | Equipos                               |
| ----------------- | --- | ------------------------------------- |
| Distrito Nacional | 3   | Bauger FC, Bob Soccer School y O&M FC |
| Espaillat         | 1   | Moca FC                               |
| La Romana         | 1   | La Romana FC                          |
| La Vega           | 2   | DOSA-La Vega, Jarabacoa FC            |
| Puerto Plata      | 1   | Puerto Plata FC                       |
| San Cristóbal     | 1   | San Cristóbal FC                      |
| Santiago          | 1   | ISA                                   |
| Hermanas Mirabal  | 1   | Los 30 de Villa Tapia FC              |
| Santo Domingo     | 1   | Club Atlético Pantoja                 |

## Posiciones Circuito Norte[3]
Clasifica a las semifinales.
| Posición | Equipos               | PJ | PG | PE | PP | GF | GC | DG  | Puntos |
| -------- | --------------------- | -- | -- | -- | -- | -- | -- | --- | ------ |
| 1        | Moca FC               | 10 | 7  | 2  | 1  | 24 | 7  | +17 | 23     |
| 2        | Jarabacoa FC          | 9  | 6  | 3  | 0  | 25 | 2  | +23 | 21     |
| 3        | DOSA-La Vega          | 9  | 5  | 1  | 3  | 25 | 12 | +13 | 16     |
| 4        | Los 30 de Villa Tapia | 10 | 4  | 4  | 2  | 20 | 11 | +9  | 16     |
| 5        | Puerto Plata FC       | 10 | 2  | 0  | 8  | 10 | 21 | -11 | 6      |
| 6        | ISA                   | 10 | 0  | 0  | 10 | 7  | 58 | -51 | 0      |

## Posiciones Circuito Sur[3]
Clasifica a las semifinales.
| Posición | Equipos               | PJ | PG | PE | PP | GF | GC | DG  | Puntos |
| -------- | --------------------- | -- | -- | -- | -- | -- | -- | --- | ------ |
| 1        | Bauger FC             | 10 | 7  | 1  | 2  | 19 | 12 | +7  | 22     |
| 2        | San Cristóbal FC      | 10 | 6  | 1  | 3  | 23 | 11 | +12 | 19     |
| 3        | Club Atlético Pantoja | 10 | 5  | 3  | 2  | 17 | 10 | +7  | 18     |
| 4        | Bob Soccer School     | 10 | 3  | 1  | 6  | 12 | 27 | -15 | 10     |
| 5        | Universidad O&M FC    | 10 | 2  | 2  | 6  | 10 | 13 | -3  | 8      |
| 6        | La Romana FC          | 10 | 2  | 2  | 6  | 12 | 20 | -8  | 8      |

## Playoffs
|  | Semifinales                           | Semifinales                           | Semifinales                           |   |         | Final                                  | Final                                  | Final                                  |  |
|  | 28 de junio (Ida) 6 de julio (Vuelta) | 28 de junio (Ida) 6 de julio (Vuelta) | 28 de junio (Ida) 6 de julio (Vuelta) |   |         | 12 de julio (Ida) 20 de julio (Vuelta) | 12 de julio (Ida) 20 de julio (Vuelta) | 12 de julio (Ida) 20 de julio (Vuelta) |  |
|  |                                       |                                       |                                       |   |         |                                        |                                        |                                        |  |
|  |                                       |                                       |                                       |   |         |                                        |                                        |                                        |  |
|  | Jarabacoa FC                          | 2                                     | 0                                     |   |         |                                        |                                        |                                        |  |
|  | Jarabacoa FC                          | 2                                     | 0                                     |   |         |                                        |                                        |                                        |  |
|  | Bauger FC                             | 1                                     | 0                                     |   |         |                                        |                                        |                                        |  |
|  | Bauger FC                             | 1                                     | 0                                     |   | Moca FC | 3                                      | 3                                      |                                        |  |
|  |                                       |                                       |                                       |   | Moca FC | 3                                      | 3                                      |                                        |  |
|  |                                       |                                       | Jarabacoa FC                          | 0 | 1       |                                        |                                        |                                        |  |
|  | Moca FC                               | 1                                     | Jarabacoa FC                          | 0 | 1       | 1                                      |                                        |                                        |  |
|  | Moca FC                               | 1                                     |                                       |   |         | 1                                      |                                        |                                        |  |
|  | San Cristóbal FC                      | 1                                     | 0                                     |   |         |                                        |                                        |                                        |  |
|  | San Cristóbal FC                      | 1                                     | 0                                     |   |         |                                        |                                        |                                        |  |
|  |                                       |                                       |                                       |   |         |                                        |                                        |                                        |  |

### Semifinales

#### (1)Bauger FC- (2)Jarabacoa FC
| 28 de junio, 04:00 PM | Jarabacoa FC | 2:1 | Bauger FC | Estadio Don Bosco Jarabacoa, Jarabacoa |  |

| 6 de julio, 04:00 PM | Bauger FC | 1:1 | Jarabacoa FC | Estadio Parque del Este, Provincia Santo Domingo |  |

#### (1)Moca FC- (2)San Cristóbal F.C
| 28 de junio, 04:00 PM | San Cristóbal F.C | 1:1 | Moca FC | Estadio Panamericano, San Cristóbal |  |

| 6 de julio, 04:00 PM | Moca FC | 1:0 | San Cristóbal F.C | Estadio Don Bosco Moca, Moca |  |

### Final

#### Moca FC-Jarabacoa FC
| 12 de junio, 04:00 PM | Moca FC | 3:0 | Jarabacoa FC | Estadio Don Bosco Moca, Moca |  |

| 20 de junio, 04:00 PM | Jarabacoa FC | 1:3 | Moca FC | Estadio Don Bosco Jarabacoa, Jarabacoa |  |

## Goleadores
| Jugador             | Equipo            | Goles |
| ------------------- | ----------------- | ----- |
| Alexandre Boucicaut | San Cristóbal F.C | 9     |
| Sam Colson          | DOSA-La Vega      | 8     |
| Oscar Valerio       | DOSA-La Vega      | 8     |
| César García        | Jarabacoa FC      | 8     |
| Luis Trinidad       | Moca FC           | 7     |
| Bonny Pierre        | Bauger FC         | 7     |